# Porto Cesareo
Porto Cesareo – miejscowość i gmina we Włoszech, w regionie Apulia, w prowincji Lecce.
Według danych na rok 2004 gminę zamieszkiwało 4412 osób, 129,8 os./km².

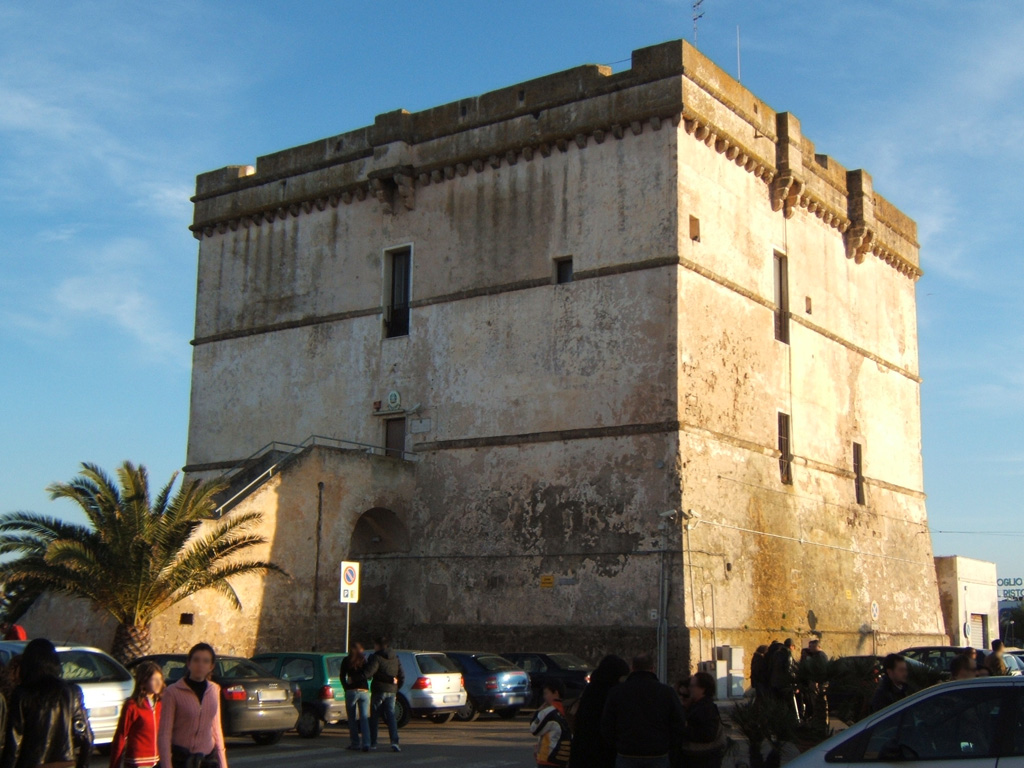
Torre Cesarea
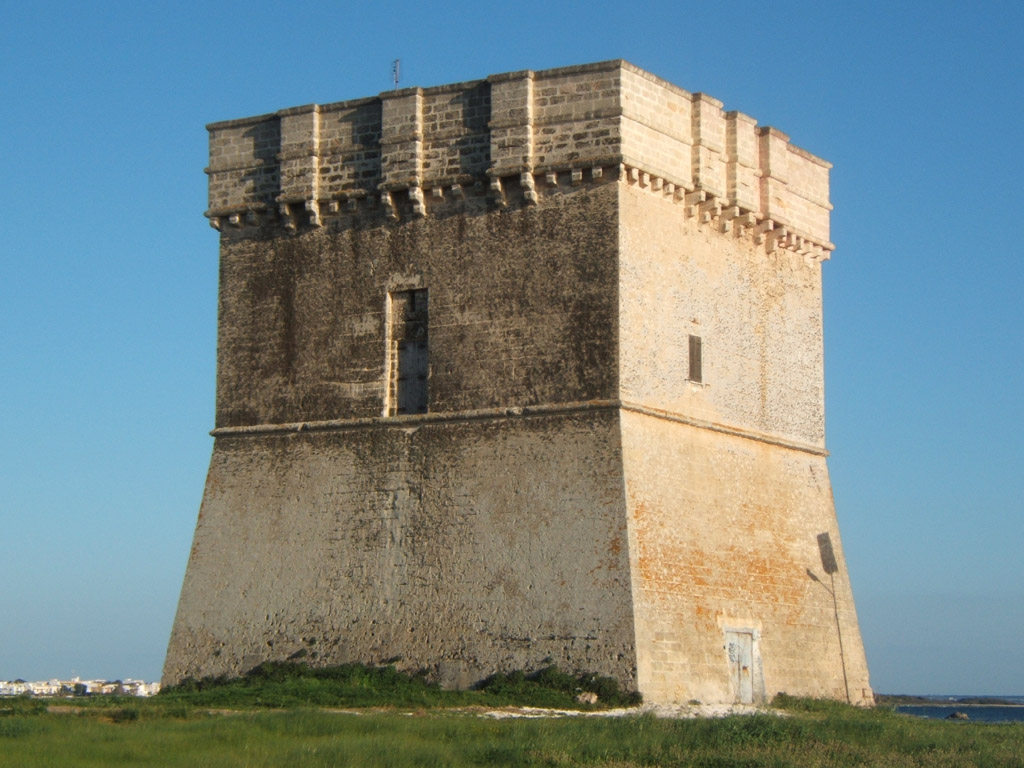
Torre Chianca
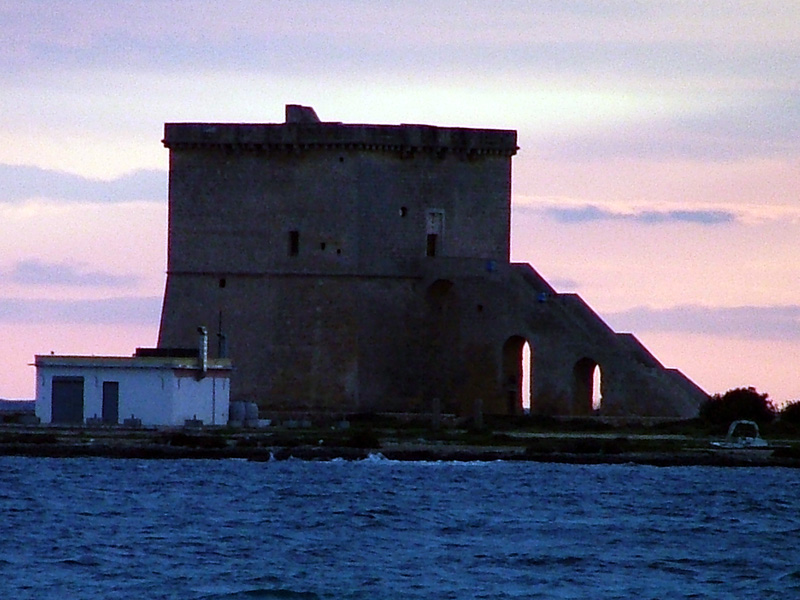
Torre Lapillo
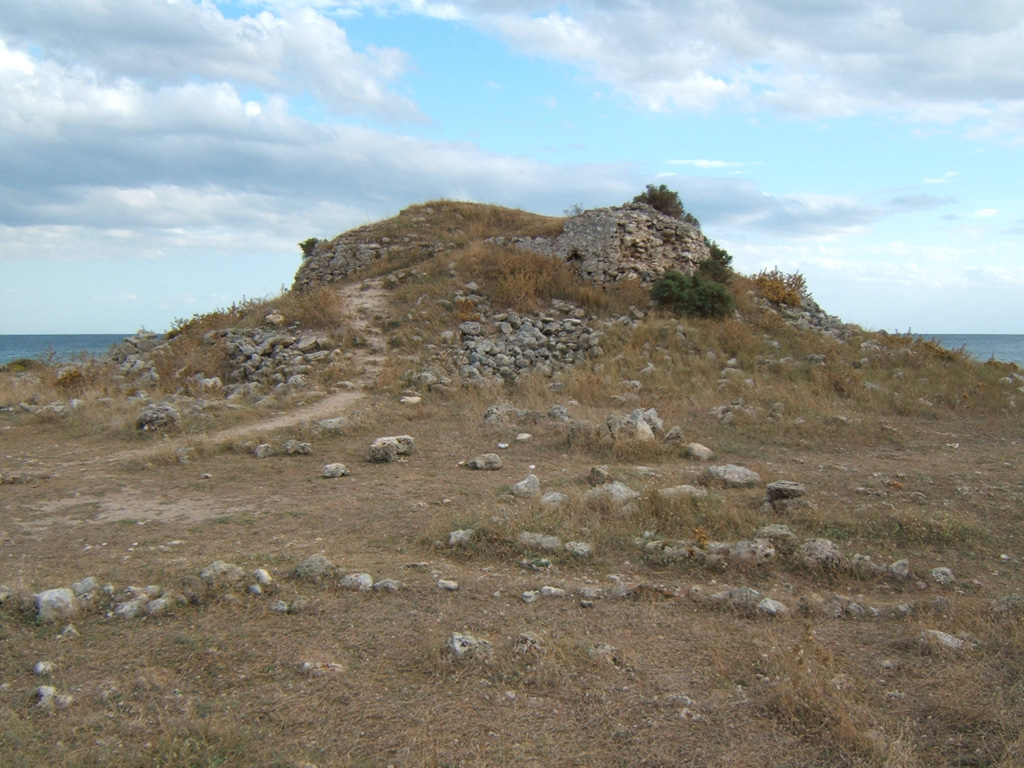
Torre Castiglione